# Android Wear

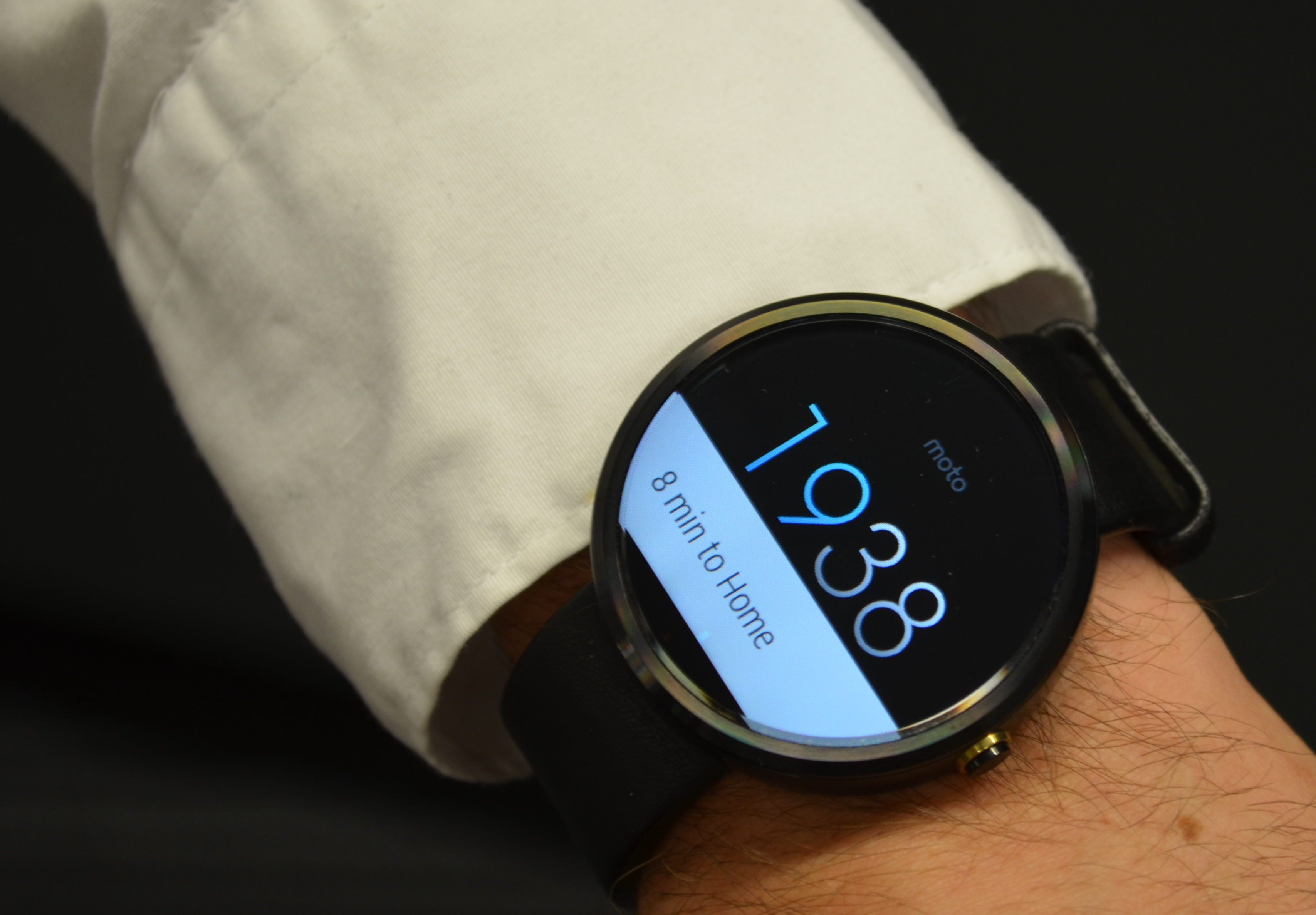
Smartklockan Moto 360 kör Android Wear.

Android Wear (numera Wear OS by Google, även känt som Wear OS) är en version av Googles Android-operativsystem, utformat för smartklockor och andra wearables. Wear kopplas ihop trådlöst med smartphones som kör Android 4.3 eller senare och integrerar Google Now-teknik med mobila notifikationer i en formfaktor för smartklockor. Det går att ladda ner appar från Google Play till den. Wear stödjer Bluetooth och Wi-Fi anslutning, samt ett urval av funktioner och program. IOS har begränsat stöd för Wear. Wear lanserades 18 mars 2014.